# الديدنيوم
الديدينيوم (الاسم العلمي: Didinium) هو جنس من الكائنات الحية الدقيقة وحيدة الخلية، ينتمي إلى شعبة الهدبيات (Ciliophora)، التي تتميز بوجود شعيرات دقيقة تسمى الأهداب تستخدمها في الحركة والتغذية. يُعرف الديدينيوم بشكل خاص كـمفترس شره للكائنات الدقيقة الأخرى، وأبرز فرائسه هو البراميسيوم. يتميز الديدينيوم بشكله البرميلي أو البيضاوي، ولديه تركيب فموي مخروطي فريد يساعده على اصطياد وابتلاع فريسته بالكامل. يتواجد هذا الكائن عادةً في بيئات المياه العذبة، ويُعتبر كائنًا نموذجيًا مهمًا في الأبحاث البيئية لدراسة ديناميكيات المفترس والفريسة في النظم البيئية المجهرية.
1. ↑  E. Aescht (2012), The World Ciliate Catalog, 4.0, Jan 2012 (بالإنجليزية), DOI:10.48580/DFP3-3CF, QID:Q121096588